# Aleksandar Kozlina
Aleksandar Kozlina (Skrad, 1938. december 20. – Újvidék, 2013. április 10.) olimpiai bajnok jugoszláv válogatott horvát labdarúgó, fedezet.

## Pályafutása

### Klubcsapatban
1958-ban a Hajduk Split csapatában mutatkozott be a jugoszláv élvonalban. Négy idény után 1962 és 1964 között kölcsönben szerepelt az FK Novi Sad együttesében. Visszatérése után újabb öt idény játszott a Hajduk színeiben. 1967 és 1970 között a belga RFC Liégeois csapatában lépett pályára. Ezt követően alacsonyabb osztályú csapatokban játszott Nyugat-Németországban. A Viktoria Köln és Fortuna Köln után 1974-ben a belga Tilleur FC együttesében fejezte be az aktív labdarúgást.

### A válogatottban
1960 és 1961 között 9 alkalommal szerepelt a jugoszláv válogatottban. Tagja volt az 1960-as római olimpiai játékokon aranyérmet nyert csapatnak

## Sikerei, díjai
Jugoszlávia
- Olimpiai játékok
  - aranyérmes: 1960, Róma

 Hajduk Split
- Jugoszláv bajnokság
  - 3.: 1960–61
- Jugoszláv kupa
  - győztes: 1967